# خالتشايان
خالتشايان هي بلدة في مقاطعة ده نو في ولاية صرخنداريا في أوزبكستان.